# スキマスイッチ ARENA TOUR'07 "W-ARENA"THE MOVIE
『スキマスイッチ ARENA TOUR'07 "W-ARENA" THE MOVIE』（スキマスイッチ・アリーナ・ツアー'07 "ワリーナ" ザ・ムービー）は、スキマスイッチのライブDVD。

## 解説
- 「スキマスイッチ ARENA TOUR'07 "W-ARENA"」のさいたまスーパーアリーナでの追加公演のライブ映像を収録。
- 大橋卓弥の3枚目のシングル「SKY」と同時発売となった。

## バンドメンバー
- 大橋卓弥 – Vocal, Guitar
- 常田真太郎 – Piano, Chorus
- 古田たかし – Drums, Chorus
- 井上富雄 – Bass, Chorus
- 浦清英 – Keyboards, Sax
- 大島俊一 – Keyboards, Sax, Flute
- 新井 "ラーメン" 健 – Guitar, Chorus
- 若森さちこ – Percussion, Chorus

## 収録内容

### DISC-1
1. OPENING
2. 螺旋
3. view
4. ガラナ
5. スフィアの羽根
6. 飲みに来ないか
7. アカツキの詩
8. ボクノート
9. 雨待ち風
10. 藍
11. 雨は止まない
12. 願い言

### DISC-2
1. 奏（かなで）
2. 冬の口笛
3. 君の話
4. キレイだ
5. アーセンの憂鬱
6. ふれて未来を
7. 全力少年
8. マリンスノウ

### BONUS MOVIE
1. STAGE MOVIE：OPENING
2. 奏（かなで）〜INTRODUCTION〜
3. ENDING（2007年12月1日　さいたまスーパーアリーナにて収録）

## 初回特典内容
- ハードカバー＋フォトブックレット（LIVE写真）付き。さらに、アンコールで演奏された「猫になれ」＆さいたまスーパーアリーナ公演当日の舞台裏映像など特典映像を収録したスペシャル・パッケージ仕様。